# Kopfüber in Amerika
Kopfüber in Amerika (Originaltitel: Lost in America) ist eine US-amerikanische Filmkomödie aus dem Jahre 1985, die von Albert Brooks inszeniert wurde. Er und seine Co-Autorin Monica Johnson schufen das Drehbuch.

## Handlung
David und Linda Howard sind typische Yuppies der 1980er Jahre. Sie leben in Los Angeles und sind von ihrem Leben gelangweilt.
Als David wegen einer Versetzung nach New York City ausflippt, entlässt der Boss ihn kurzerhand. David sagt seiner Frau, sie solle ebenfalls kündigen und mit ihm Abenteuer erleben.
Die Howards verkaufen ihr Haus, heben ihr Geld ab und sagen der Gesellschaft Lebewohl. Sie wollen wie in Easy Rider das Land erkunden. Mit einem bequemen Winnebago-Wohnmobil anstatt ungefederten Harley-Choppern machen sie sich auf den Weg. Als Linda beim Roulette im Desert Inn-Kasino in Las Vegas das gesamte Geld auf den Kopf haut, ist das Ehepaar nahezu pleite. Es kommt am Hoover-Damm zum Streit, Linda fährt als Anhalterin bei einem Fremden mit, der David später die Nase blutig schlägt. 
Nachdem das Wohnmobil wegen angeblichen 83 mph (134 km/h) auf der Landstraße von einem Polizisten auf Harley-Davidson-Streifenmotorrad angehalten wird kann sich das Paar mit Verweis auf Easy Rider und den Terminator erfolgreich aus einer Strafe herausreden, endet dennoch abgebrannt in Safford, Arizona. David nimmt schließlich den Job eines Schülerlotsen an. Hier wird er von den Schülern gehänselt.
Linda arbeitet im Der Wienerschnitzel in einem schlecht bezahlten Job, wo ihr Vorgesetzter halb so alt wie sie ist.
Nachdem sie in einem Trailerpark eine Unterkunft gefunden haben, merken beide, dass dies nicht ihrem Traum von Freiheit entspricht. Sie fahren nach New York, wo David darum bettelt, seinen alten Job zurückzubekommen.

## Kritik und Auszeichnungen
Lost In America hat eine positive Rate von 97 % auf Rotten Tomatoes, basierend auf 38 Kritiken. Das Drehbuch gewann bei den National Society of Film Critics einen Preis.

„Die von einer witzigen Grundidee ausgehende Komödie nutzt das Potential der Geschichte zur Auseinandersetzung mit Kinomythen kaum aus und beendet die Odyssee ihrer Helden, bevor sie richtig begonnen hat.“

Der Kanal Bravo wählte den Film auf Platz 80 der 100 besten Komödien aller Zeiten.
Das American Film Institute wählte den Film auf Platz 84 der 100 besten amerikanischen Komödien aller Zeiten.